# Alexandra Vandernoot
Alexandra Vandernoot (Brussel, 19 september 1965) is een Belgische actrice.
Alexandra Vandernoot is de dochter van de dirigent André Vandernoot en de  balletdanseres Duška Sifnios. Ze studeerde dramatische kunst aan het Koninklijk Conservatorium te Brussel.
In 1985 speelde ze in haar eerste film: Babel Opéra. Zij speelde een rol in de Amerikaanse televisiefilm Strangers uit 1991. Het jaar daarop speelde zij de rol van Tessa Noël in de televisieserie Highlander, wat haar internationale bekendheid bezorgde. Vanaf de jaren negentig speelde zij in diverse Franse films.
Vandernoot woont in Parijs met haar man en zoon.